# Casa de Juvenal Galeno
A Casa de Juvenal Galeno é uma instituição cultural do Governo do Ceará mantida pela Secretaria da Cultura do Ceará. A casa foi inicialmente a residência do poeta Juvenal Galeno e foi fundada por ele como instituição em 27 de setembro de 1919. Atualmente é dirigida por Amilcar Galeno.
Foi construída pelo poeta em 1888 e por ele transformada em centro de cultura. No local, Galeno criou os seus sete filhos e viveu até morrer, cego, aos 95 anos em 1931 deixando a casa aos cuidados de sua filha Henriqueta Galeno.

## Estrutura
A casa é dividida em dez cômodos. Abriga um valioso acervo bibliográfico, um doado por Mozart Soriano Albuquerque, e a biblioteca do próprio Juvenal Galeno, totalizando seis mil volumes. Possui dois auditórios sendo o principal chamado de Juvenal Galeno com capacidade para 120 pessoas. Este auditório dispõe de palco com piano de meia cauda e uma obra do pintor Otacílio de Azevedo. O segundo auditório é ao ar livre, sombreado por mangueiras e chamado de Nenzinha Galeno.

## Centro Cultural
A Casa de Juvenal Galeno é hoje um dos maiores centros da cultura cearense, congregando várias entidades culturais, essas entidades realizam reuniões regulares e mantêm intercâmbio com outros grupos e entidades afins, em quase todo o Brasil, divulgando o potencial artístico e cultural do Ceará.
- Academia de Letras dos Municípios Cearenses - ALMECE
- Academia de Letras e Artes do Estado do Ceará - ALACE
- Academia de Letras Juvenal Galeno - ALJUG
- Academia Feminina de Letras do Ceará - AFELCE
- Ala Feminina da Casa de Juvenal Galeno-AFCJG
- Associação Cearense de Escritores – ACE
- Associação de Ouvintes de Rádio do Estado do Ceará – AOUVIR-CE
- Associação dos Humoristas Cearenses - AHC
- Associação dos  Artistas e Proprietários de  Circo do Estado do Ceará – APAE-CE
- Associação Gnóstica de Estudos Antropológicos e Culturais, Arte e Ciência - AGEACAC
- Associação Maria Mãe da Vida - AMMV
- Centro Cultural do Ceará - CCC
- Centro Cultural dos Cordelistas do Nordeste – CECORDEL
- Comissão Cearense de Folclore - CCF
- Cooperativa de Cultura do Ceará - COOPECULTURA
- Grupo Chocalho - GC
- Grupo de Canto Lírico – Alvarus Moreno - GCL
- Grupo de Estudos Literários - Além do Verso
- Núcleo dos Amigos dos Mágicos do Ceará – NUAMAC
- Oficina de Violão - OV
- Sindicato dos Artistas e Técnicos em Espetáculos de Diversões do Ceará - SATED
- Teatro Experimental de Cultura - TEC